# Lepisorus subconfluens
Lepisorus subconfluens är en stensöteväxtart som beskrevs av Ren-Chang Ching. Lepisorus subconfluens ingår i släktet Lepisorus och familjen Polypodiaceae. Inga underarter finns listade.